# Scaphochlamys minutiflora
Scaphochlamys minutiflora là một loài thực vật có hoa trong họ Gừng. Loài này được Thaya Jenjittikul và Kai Larsen mô tả khoa học đầu tiên năm 2002.

## Mẫu định danh
Mẫu định danh: T.Tiptabiankarn 4407; thu thập ở cao độ ~200m, gần thác Chatwarin (tọa độ 6°6′10,3″B 101°50′4,3″Đ / 6,1°B 101,83333°Đ), Khu bảo tồn động vật hoang dã Hala Bala, phó huyện (tambon) To Deng, huyện Su-ngai Padi, tỉnh Narathiwat, miền nam Thái Lan. Mẫu holotype lưu giữ tại Đại học Aarhus, Đan Mạch (AAU), mẫu isotype lưu giữ tại Cục Vườn quốc gia, Bảo tồn Động vật hoang dã và Thực vật, Bộ Tài nguyên Thiên nhiên và Môi trường Thái Lan ở quận Chatuchak, Bangkok (BKF). Mẫu vật sống được Poonsak Vatcharakorn thu thập ngày 17 tháng 2 năm 2000 và được Thaya Jenjittikul trồng tại Bangkok.

## Phân bố
Loài này có tại miền nam Thái Lan, phần trên bán đảo (tỉnh Narathiwat).